# غريغ هاردي
غريغ هاردي (بالإنجليزية: Greg Hardy)‏ هو لاعب كرة قدم أمريكية أمريكي، ولد في 28 يوليو 1988 في ميلينجتون في الولايات المتحدة.

## وصلات خارجية
- غريغ هاردي على موقع كلية كرة السلة في سبورتس رفرنس.كوم (الإنجليزية)
- غريغ هاردي على موقع ريلجم (الإنجليزية)
- غريغ هاردي على موقع مرجع كرة القدم المحترفة.كوم (الإنجليزية)
- غريغ هاردي على موقع يو إف سي (الإنجليزية)
- غريغ هاردي على موقع شيردوغ (الإنجليزية)
- غريغ هاردي على موقع Tapology.com (الإنجليزية)
- غريغ هاردي على موقع فايت ماتريكس (الإنجليزية)
- غريغ هاردي على موقع IMDb (الإنجليزية)